# Titularbistum Coptus
Coptus (ital.: Copto) ist ein Titularbistum der römisch-katholischen Kirche.
Es geht zurück auf ein untergegangenes Bistum der antiken Stadt Koptos in Oberägypten, das der Kirchenprovinz Ptolemais angehörte.
| Titularbischöfe von Coptus |                                | |               |                  |
| Nr.                        | Name                           | Amt | von           | bis              |
| 1                          | Franziskus Xaver Hennemann SAC | Apostolischer Koadjutorvikar von Kamerun Apostolischer Vikar von Kamerun Apostolischer Präfekt von Kap der Guten Hoffnung, Zentral-Distrikt Apostolischer Vikar von Kap der Guten Hoffnung, Westlicher-Distrikt (Südafrika) | 16. Juli 1913 | 17. Januar 1951  |
| 2                          | Luis Alfredo Carvajal Rosales  | Weihbischof in Portoviejo (Ecuador) | 28. Juli 1955 | 17. Februar 1967 |